# Đại Phú
Đại Phú là một xã thuộc huyện Sơn Dương, tỉnh Tuyên Quang, Việt Nam.
Xã Đại Phú có diện tích 33,76 km², dân số năm 1999 là 9.308 người, mật độ dân số đạt 276 người/km².